# Cintra
La società spagnola Cintra, S.A. (Concesiones de Infraestructuras de Transporte) è un operatore internazionale di autostrade a pedaggio e parcheggi.
Il principale azionista è il gruppo Ferrovial, una società immobiliare e di costruzioni spagnola, che detiene il 62,5% delle azioni, di cui Cintra è una sussidiaria dal 2009. Precedentemente era stata anche quotata alla Borsa di Madrid, facendo parte anche dell'IBEX-35.
Le autostrade gestite da Cinta includono l'Autostrada 407 (Ontario), la Chicago Skyway, l'autostrada a pedaggio dell'Indiana e numerose autostrade spagnole.